# Carlo Usigli
Carlo Usigli (Correggio, 16 marzo 1812 – Firenze, 3 aprile 1894) è stato uno scacchista italiano.
Pubblicista e commerciante di libri pubblicò per vari anni a Firenze L'Eco della scienza, dell'industria e del commercio, nella quale inserì articoli e partite di scacchi.
Nel 1861 pubblicò a Napoli la Miscellanea del giuoco degli scacchi, un'opera imponente in cui si occupò degli aspetti molteplici del gioco, dalla storia, alle partite e agli studi più significativi. La Miscellanea, uscita come parte della seconda edizione della Ricreazione per tutti del Ghinassi, fu posta in vendita dall'Usigli anche separatamente.